# Entelegynae
Entelegynae è una sezione dell'infraordine dei ragni araneomorfi.
Il nome deriva dal greco ἑντελής, entelès, cioè completo, intero, e γυνή, gynè, cioè femmina, ad indicare la completezza e l'integrità dell'apparato genitale femminile di questi ragni.

## Caratteristiche

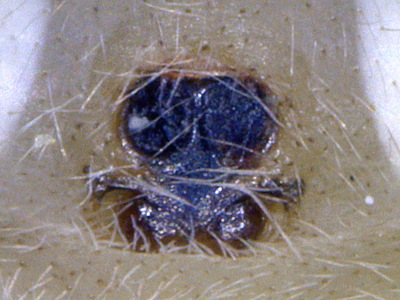
epigino di Thiodina sylvana, un Salticoidea

Gli appartenenti a questa sezione sono caratterizzati, per la quasi totalità, dall'avere otto occhi e inoltre, presente in tutte le superfamiglie, un apparato genitale di forma piatta e completo in tutte le sue parti, a differenza dei ragni appartenenti alla sezione Haplogynae.
Vi sono, tuttavia, alcuni generi e specie che hanno solo sei occhi, come ad esempio il genere Lygromma (Prodidomidae, Gnaphosoidea).
Questa sezione risponde ad un tentativo di classificazione dei ragni araneomorfi in base alle caratteristiche del loro apparato genitale e contiene sia ragni provvisti di cribellum, sia ecribellati.

## Tassonomia
Attualmente appartengono a questa sezione ben 19 superfamiglie e 5 famiglie:
- Agelenoidea
- Amaurobioidea
- Araneoidea
- Archaeoidea
- Corinnoidea
- Dictynoidea
- Eresoidea
- Gnaphosoidea
- Lycosoidea
- Mimetoidea
- Palpimanoidea
- Salticoidea
- Selenopoidea
- Sparassoidea
- Tengelloidea
- Thomisoidea
- Titanoecoidea
- Uloboroidea
- Zodaroidea
- incertae sedis (5 famiglie)
  - Chummidae JOCQUÉ, 2001
  - Clubionidae WAGNER, 1887
  - Cycloctenidae SIMON, 1898
  - Homalonychidae SIMON, 1893
  - Miturgidae SIMON, 1895